# Jurij Hrycyna
Jurij Vasyl'ovyč Hrycyna (in ucraino Юрій Васильович Грицина?; in russo Юрий Васильевич Грицына?, Jurij Vasil'evič Gricyna; Sjevjerodonec'k, 15 giugno 1971) è un ex calciatore sovietico, dal 1991 ucraino, di ruolo centrocampista o attaccante.

## Carriera

### Club
Con la Dinamo Kiev vinse due campionati ucraino e una coppa nazionale, mentre con il FBK Kaunas conquistò un campionato lituano.

### Calcio
Vanta due presenze con la nazionale ucraina, tutte in amichevole.

## Statistiche

### Cronologia presenze e reti in nazionale
| Cronologia completa delle presenze e delle reti in nazionale ― Ucraina | Cronologia completa delle presenze e delle reti in nazionale ― Ucraina | Cronologia completa delle presenze e delle reti in nazionale ― Ucraina | Cronologia completa delle presenze e delle reti in nazionale ― Ucraina | Cronologia completa delle presenze e delle reti in nazionale ― Ucraina | Cronologia completa delle presenze e delle reti in nazionale ― Ucraina | Cronologia completa delle presenze e delle reti in nazionale ― Ucraina | Cronologia completa delle presenze e delle reti in nazionale ― Ucraina |
| Data                                                                   | Città                                                                  | In casa                                                                | Risultato                                                              | Ospiti                                                                 | Competizione                                                           | Reti                                                                   | Note                                                                   |
| ---------------------------------------------------------------------- | ---------------------------------------------------------------------- | ---------------------------------------------------------------------- | ---------------------------------------------------------------------- | ---------------------------------------------------------------------- | ---------------------------------------------------------------------- | ---------------------------------------------------------------------- | ---------------------------------------------------------------------- |
| 18-5-1993                                                              | Vilnius                                                                | Lituania                                                               | 1 – 2                                                                  | Ucraina                                                                | Amichevole                                                             | -                                                                      | 64’                                                                    |
| 25-6-1993                                                              | Zagabria                                                               | Croazia                                                                | 3 – 1                                                                  | Ucraina                                                                | Amichevole                                                             | -                                                                      | 46’                                                                    |
| Totale                                                                 |                                                                        | Presenze                                                               | 2                                                                      |                                                                        | Reti                                                                   | 0                                                                      |                                                                        |

## Palmarès

### Club

#### Competizioni nazionali
- Campionato ucraino: 2

Dinamo Kiev: 1992-1993, 1993-1994
- Coppa d'Ucraina: 1

Dinamo Kiev: 1992-1993
- Campionato lituano: 1

FBK Kaunas: 2000